# Manuale
Un manuale è un'opera che compendia gli aspetti essenziali di una determinata disciplina o di un argomento, generalmente in funzione delle esigenze divulgative o didattiche del pubblico al quale è destinata.
Il termine "manuale" è la traduzione dal greco antico Ἐγχειρίδιον?, enchiridion, che indica un oggetto da tenere a portata di mano (en-cheir); la fortuna del termine si deve alla grande diffusione del testo filosofico stoico Manuale di Epitteto (in greco antico: Ἐγχειρίδιον Ἐπικτήτου?, Enkheirídion Epiktḗtou), una raccolta di massime da tenere sempre presenti . A Ulrico Hoepli si attribuisce la coniazione del termine, mentre Giuseppe Colombo fu autore del famoso Manuale dell'ingegnere.
Per manuale dell'utente, o guida all'uso, s'intende la pubblicazione tecnica che contiene le informazioni utili al corretto utilizzo di un dispositivo, di un attrezzo o di un utensile.

## Tipi di manuale

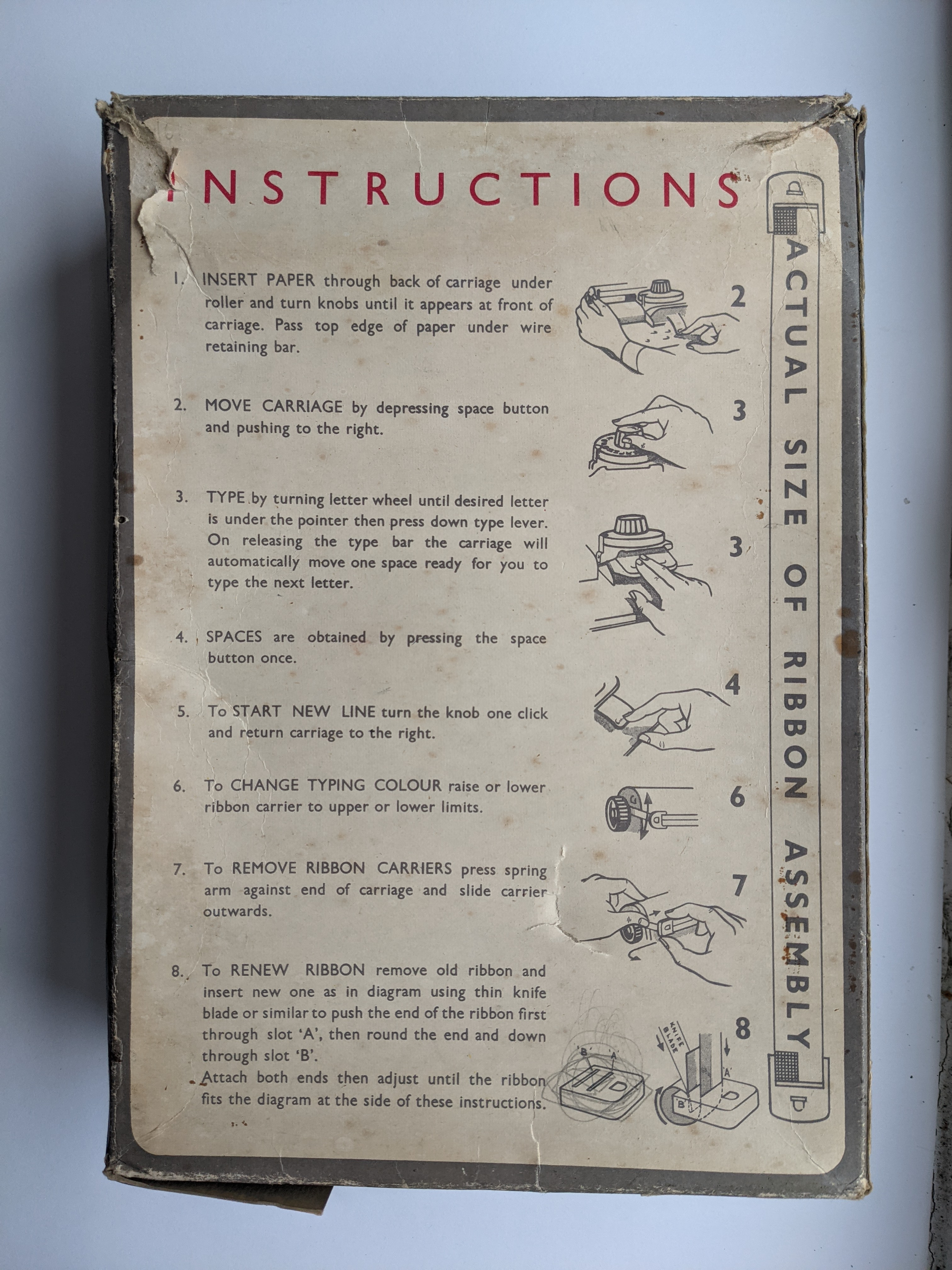
Istruzioni originali per l'uso di un'antica macchina da scrivere giocattolo Mettoy Minor.

Vi sono diversi tipi di manuali cartacei od in formato elettronico, a seconda del tipo di prodotto o servizio, di seguito alcuni esempi:
- Manuali per studenti.[3]
- Manuali di istruzione:[4]
  - Manuale utente: destinato all'utilizzatore finale del prodotto, che si presuppone privo di competenze tecniche specifiche. Spesso questa è l'unica documentazione allegata ai prodotti di consumo. Quando è realizzato in formato elettronico è detto anche Help in linea.
    - Help contestuale: l'insieme dei messaggi di aiuto che l'utente riceve automaticamente o a richiesta, e che sono collegati alla specifica sezione del programma che l'utente sta utilizzando.

  - Istruzioni di montaggio: allegate a prodotti che l'utente deve montare, ad esempio alcune categorie di mobili.
  - Manuale dell'installatore: destinato a chi deve installare un apparato o strumento, che poi sarà utilizzato da altri.
  - Manuale dell'operatore: destinato all'utilizzatore di uno strumento specialistico, ad esempio uno strumento elettronico di misura, in cui si presuppone una competenza specifica dell'utilizzatore.
  - Manuale di servizio: necessario al personale preposto all'assistenza, per gli interventi di manutenzione, taratura periodica, e ricerca guasti. Riporta informazioni tecniche specifiche non necessarie per il normale utilizzo del prodotto.

Nel caso dei prodotti informatici, si possono individuare:
- Manuale dell'amministratore di sistema, destinato a chi ha la responsabilità di installare il prodotto su uno o più computer, configurarlo, installare gli aggiornamenti, risolvere i malfunzionamenti e garantirne il buon funzionamento nel tempo.
- Manuale di personalizzazione: alcuni prodotti complessi, ad esempio programmi di contabilità, archivio, magazzino, richiedono un importante lavoro di configurazione e personalizzazione per adattarli all'utilizzo a cui sono destinati. Questa attività richiede una competenza specifica sul programma, che viene riassunta in questo manuale.
- Manuale dell'amministratore del servizio, destinato a chi deve gestire un servizio dal punto di vista dei contenuti applicativi, ad esempio il gestore di una mailing list o di un forum, che può avere la responsabilità di moderare i contenuti inseriti dagli utenti.
- Manuale del programmatore, documento che descrive l'organizzazione del codice sorgente del programma, destinato a chi dovrà effettuare modifiche nel programma stesso.
- Manuale delle API: questo tipo di manuale descrive le modalità di utilizzo di un componente software come una libreria software o una classe, ed è destinato a chi deve utilizzare questo componente in un programma, senza doverne per forza conoscere tutte le caratteristiche interne.